# 图尔西
图尔西（義大利語：Tursi），是意大利马泰拉省的一个市镇。总面积156平方公里，人口5228人，人口密度33.5人/平方公里（2009年）。ISTAT代码为077029。